# Hernán Gaviria
Hernán Gaviria, kolumbijski nogometaš, * 27. november 1969, † 24. oktober 2002.
Za kolumbijsko reprezentanco je odigral 27 uradnih tekem in dosegel tri gole.